# Bo Mya
Bo Mya (en birmano: ဘိုမြ: ဘိုမြ [bò mja̰]; nacido en Htee Moo Kee; 20 de enero de 1927 – 23 de diciembre de 2006) fue un líder rebelde karen nacido en el distrito de Papun, el cual es el actual estado de Karen, Myanmar. Fue un presidente de larga data de la Unión Nacional Karen (KNU), una organización política del pueblo karen, de 1976 a 2000. Renunció ejercer como vicepresidente en 2004, y se retiró de la vida pública en 2004, debido a su salud débil.

## Inicios de su carrera
Bo Mya fue entre un significativo grupo de karens quién se unió a los británicos — específicamente en el caso de Bo Mya, el ejército 136 — durante la Segunda Guerra Mundial, en el que combatió a los japoneses en Dawna Range de 1944 hasta 1945.
Después de que los kares declararan la independencia de Birmania en 1949, Bo Mya avanzó rápidamente de rengos de pre-eminencia en el movimiento karen, ganando una reputación como operador duro y cruel. Basado en el Manerplaw ("campo de victoria") cerró la frontera de Birmania tailandesa, el KNU bajo su control, y su ala militar, el Ejército de Liberación Nacional Karen (KNLA), fue probablemente la más exitosa de las organizaciones étnicas rebeldes que combaten en Rangoon en el conflicto armado en Birmania en los años setenta y ochenta.

## Años noventa
Pero a por mediados de los años noventa, la marea se volvió en contra suya. Un devoto cristiano de la Iglesia Adventista del Séptimo Día, Bo Mya siempre había arriesgado elementos antagonistas dentro del predominantemente budismo karen y animismo en las filas del KNLA. A pesar de que sus defensores dicen que trató a cristianos y a budistas igualmente, el hecho que los altos cargos del KNU se llenaron casi en su totalidad por los cristianos parecían confirmar la impresión que promovía a la minoría cristiana a expensas de los budistas y animistas.
A finales de 1994, un grupo de soldados del KNLA se separó del ejército principal y formaron el Ejército budista del karen democrático (DKBA). Se aliaron con el ejército birmano, y dirigió las tropas birmanas a Manerplaw en diciembre de 1994, que condujo a su captura — al mayor revés individual a los Karens en su historia de posguerra.
Desde entonces, la efectividad del KNU y el KNLA disminuyó de manera gradual. Esto se demostró a principios de 2004 cuándo Bo Mya viajó a Rangún (Rangoon), su primera visita a la capital en 50 años, para mantener diálogos de paz con Khin Nyunt, quién era en entonces primer ministro.

## Muerte
El 23 de diciembre de 2006, Bo Mya murió en un hospital en Mae Sot, Tailandia, cerca de la frontera oriental de Myanmar. Tenía una enfermedad cardiovascular y diabetes y fue incapaz de caminar por tres años antes de su muerte.